# Gaj (powiat kolski)
Gaj – wieś w Polsce, położona w województwie wielkopolskim, w powiecie kolskim, w gminie Dąbie.
| SIMC    | Nazwa      | Rodzaj    |
| ------- | ---------- | --------- |
| 0282429 | Walentynów | część wsi |

W latach 1975–1998 miejscowość należała administracyjnie do województwa konińskiego.